# ولید بن شریفه
ولید بن شریفه (انگلیسی: Walid Bencherifa؛ زادهٔ ۶ نوامبر ۱۹۸۸) بازیکن فوتبال اهل الجزایر است.
از باشگاه‌هایی که در آن بازی کرده‌است می‌توان به باشگاه فوتبال قسنطینه و باشگاه فوتبال القبائل اشاره کرد.
وی همچنین در تیم ملی فوتبال الجزایر بازی کرده‌است.